# Campeonato Gaúcho de Futebol Feminino de 2017
O Campeonato Gaúcho de Futebol Feminino de 2017 foi a vigésima edição do campeonato de futebol feminino organizado pela Associação Gaúcha de Futebol Feminino com aval da Federação Gaúcha de Futebol. Com início em 6 de agosto contou com quinze equipes do Estado. A Equipe campeã representará o Rio Grande do Sul na Copa do Brasil de Futebol Feminino de 2018, além de disputar uma vaga no Campeonato Brasileiro de Futebol Feminino - Série A2 de 2018.

## Fórmula de disputa
- Primeira fase: As quinze equipes foram divididas em três grupos de cinco equipes cada. Todas as equipes se enfrentam dentro de seu grupo, em confrontos de ida e volta. As duas primeiras colocadas de cada grupo avançam para a Fase Final, juntamente com as duas melhores terceiras colocadas;

- Fase Final: As oito equipes enfrentam-se, nas Quartas de final, em partidas de ida e volta em cruzamento olímpico, na qual e equipe de melhor campanha enfrenta a de pior campanha e assim sucessivamente. O cruzamento desta fase determina os confrontos da fase Semifinal e Final, também em partidas de ida e volta, sendo a partida final com mando da equipe com a melhor campanha.

Critérios de desempate
Conforme regulamento geral da competição, para o caso de desempate entre equipes e também a definição de melhor terceira colocada durante a fase de pontos corridos, será aplicada os seguintes critérios:
- Maior número de vitórias
- Resultado do confronto direto, se for entre duas equipes
- Menor número de gols sofridos
- Maior número de gols marcados
- Menor número de cartões amarelos e vermelhos
- Sorteio

## Participantes
As chaves foram definidas após o congresso técnico realizado em 3 de maio de 2017.
| CAMPEONATO GAÚCHO DE FUTEBOL FEMININO DE 2017 | CAMPEONATO GAÚCHO DE FUTEBOL FEMININO DE 2017 | CAMPEONATO GAÚCHO DE FUTEBOL FEMININO DE 2017 | CAMPEONATO GAÚCHO DE FUTEBOL FEMININO DE 2017 | CAMPEONATO GAÚCHO DE FUTEBOL FEMININO DE 2017 | CAMPEONATO GAÚCHO DE FUTEBOL FEMININO DE 2017 |
| Chave                                         | Clube (Cidade)                                | Clube (Cidade)                                | Clube (Cidade)                                | Clube (Cidade)                                | Clube (Cidade)                                |
| --------------------------------------------- | --------------------------------------------- | --------------------------------------------- | --------------------------------------------- | --------------------------------------------- | --------------------------------------------- |
| A                                             | Grêmio (Porto Alegre)                         | João Emílio (Candiota)                        | Palestra (Carazinho)                          | Rio Grande (Rio Grande)                       |                                               |
| B                                             | Black Show (Guaíba)                           | Santaritense (Nova Santa Rita)                | Sapucaiense (Sapucaia do Sul)                 | Oriente (Canoas)                              | Mundo Novo (Três Coroas)                      |
| C                                             | Internacional (Porto Alegre)                  | Ijuí (Ijuí)                                   | Estrela (Estrela)                             | Guarani (Lajeado)                             |                                               |

Após serem anunciados, Atlântico (Erechim) e Paumar (Rio Grande), desistiram da competição

: Cabeças de Chave

## Primeira Fase

### Grupo A
| Grupo A | Grupo A     | Grupo A | Grupo A | Grupo A | Grupo A | Grupo A | Grupo A | Grupo A | Grupo A | Grupo A |
| Pos     | Times       | Pts     | J       | V       | E       | D       | GP      | GC      | SG      | %       |
| ------- | ----------- | ------- | ------- | ------- | ------- | ------- | ------- | ------- | ------- | ------- |
| 1       | Grêmio      | 18      | 6       | 6       | 0       | 0       | 60      | 1       | 59      | 100     |
| 2       | João Emílio | 10      | 6       | 3       | 1       | 2       | 18      | 21      | -3      | 55      |
| 3       | Rio Grande  | 7       | 6       | 2       | 1       | 3       | 13      | 17      | -4      | 39      |
| 4       | Palestra    | 0       | 6       | 0       | 0       | 6       | 1       | 53      | -52     | 0       |

|  |                                                                 |
|  | Equipes classificadas às Quartas de finais.                     |
|  | Equipes classificadas às Quartas de finais (Melhores terceiros) |

| Resultados (Resumo) | Resultados (Resumo) | Resultados (Resumo) | Resultados (Resumo) | Resultados (Resumo) | Resultados (Resumo) |
| Clube               | GRE                 | JEM                 | PAL                 | RGR                 |                     |
| ------------------- | ------------------- | ------------------- | ------------------- | ------------------- | ------------------- |
| Grêmio              |                     | 15 – 0              | 9 – 0               | 8 – 0               |                     |
| João Emílio         | 0 – 3               |                     | 6 – 0               | 1 – 1               |                     |
| Palestra            | 0 – 20              | 1 – 8               |                     | 0 – 5               |                     |
| Rio Grande          | 1 – 5               | 1 – 3               | 5 – 0               |                     |                     |

|  |                     |  |        |  |                      |
|  | Vitória do Mandante |  | Empate |  | Vitória do Visitante |

### Grupo B
| Grupo B | Grupo B      | Grupo B | Grupo B | Grupo B | Grupo B | Grupo B | Grupo B | Grupo B | Grupo B | Grupo B |
| Pos     | Times        | Pts     | J       | V       | E       | D       | GP      | GC      | SG      | %       |
| ------- | ------------ | ------- | ------- | ------- | ------- | ------- | ------- | ------- | ------- | ------- |
| 1       | Mundo Novo   | 18      | 8       | 5       | 3       | 0       | 26      | 5       | 21      | 75      |
| 2       | Black Show   | 14      | 8       | 4       | 2       | 2       | 20      | 10      | 10      | 58      |
| 3       | Oriente      | 12      | 8       | 3       | 3       | 2       | 20      | 9       | 11      | 50      |
| 4       | Sapucaiense  | 9       | 8       | 3       | 0       | 5       | 16      | 24      | -8      | 37      |
| 5       | Santaritense | 3       | 8       | 1       | 0       | 7       | 9       | 43      | -34     | 12      |

|  |                                                                 |
|  | Equipes classificadas às Quartas de finais.                     |
|  | Equipes classificadas às Quartas de finais (Melhores terceiros) |

| Resultados (Resumo) | Resultados (Resumo) | Resultados (Resumo) | Resultados (Resumo) | Resultados (Resumo) | Resultados (Resumo) | Resultados (Resumo) |
| Clube               | BSH                 | MNO                 | ORI                 | SAN                 | SAP                 |                     |
| ------------------- | ------------------- | ------------------- | ------------------- | ------------------- | ------------------- | ------------------- |
| Black Show          |                     | 0 – 1               | 1 – 1               | 7 – 0               | 0 – 2               |                     |
| Mundo Novo          | 1 – 1               |                     | 1 – 1               | 9 – 0               | 4 – 0               |                     |
| Oriente             | 0 – 1               | 1 – 1               |                     | 3 – 0               | 1 – 2               |                     |
| Santaritense        | 2 – 3               | 0 – 5               | 2 – 10              |                     | 5 – 4               |                     |
| Sapucaiense         | 3 – 7               | 2 – 4               | 1 – 3               | 2 – 0               |                     |                     |

|  |                     |  |        |  |                      |
|  | Vitória do Mandante |  | Empate |  | Vitória do Visitante |

### Grupo C
| Grupo C | Grupo C       | Grupo C | Grupo C | Grupo C | Grupo C | Grupo C | Grupo C | Grupo C | Grupo C | Grupo C |
| Pos     | Times         | Pts     | J       | V       | E       | D       | GP      | GC      | SG      | %       |
| ------- | ------------- | ------- | ------- | ------- | ------- | ------- | ------- | ------- | ------- | ------- |
| 1       | Internacional | 18      | 6       | 6       | 0       | 0       | 24      | 3       | 21      | 100     |
| 2       | Guarani       | 7       | 6       | 2       | 1       | 3       | 7       | 17      | -10     | 38      |
| 3       | Ijuí          | 7       | 6       | 2       | 1       | 3       | 11      | 13      | -2      | 38      |
| 4       | Estrela       | 3       | 6       | 1       | 0       | 5       | 4       | 13      | -9      | 16      |

|  |                                                                 |
|  | Equipes classificadas às Quartas de finais.                     |
|  | Equipes classificadas às Quartas de finais (Melhores terceiros) |

| Resultados (Resumo) | Resultados (Resumo) | Resultados (Resumo) | Resultados (Resumo) | Resultados (Resumo) | Resultados (Resumo) |
| Clube               | EST                 | GUA                 | IJU                 | INT                 |                     |
| ------------------- | ------------------- | ------------------- | ------------------- | ------------------- | ------------------- |
| Estrela             |                     | 0 – 2               | 1 – 2               | 0 – 1               |                     |
| Guarani             | 0 – 1               |                     | 2 – 2               | 0 – 7               |                     |
| Ijuí                | 4 – 2               | 1 – 2               |                     | 1 – 2               |                     |
| Internacional       | 4 – 0               | 6 – 1               | 4 – 1               |                     |                     |

|  |                     |  |        |  |                      |
|  | Vitória do Mandante |  | Empate |  | Vitória do Visitante |

#### Desistência do EC Ijuí
O Esporte Clube Ijuí, havia se classificado para a Segunda Fase da competição como segundo melhor terceiro colocado (8ª melhor campanha) e enfrentaria o Grêmio, equipe que conquistou a melhor campanha da primeira fase. Contudo, o Clube se viu obrigado a desistir da competição. As partidas marcadas para os dois primeiros domingos de novembro (04 e 12), coincidiram com a realização do ENEM. Com seis atletas do grupo titular que prestariam o exame. Mesmo com alternativas de datas propostas pelo presidente da AGFF, Carlos Alberto de Souza, os dois clubes não entraram em consenso, restando ao Ijuí decidir pela desistência da competição.
Após a desistência do Ijuí, a vaga foi oferecida ao Rio Grande, o único terceiro colocado da primeira fase que havia ficado de fora do mata-mata. Porém, o Clube também abriu mão da disputa pelo mesmo motivo. A vaga então foi repassada ao melhor quarto colocado da primeira fase, o Sapucaiense.

## Fase final
Em itálico, os times que possuem o mando de campo no primeiro jogo do confronto e em negrito os times classificados.
|  | Quartas de final   | Quartas de final    | Quartas de final   | Quartas de final   |       |               | Semifinais          | Semifinais          | Semifinais          | Semifinais          |  |        | Final              | Final              | Final              | Final              |  |  |
|  | 2 a 15 de novembro | 2 a 15 de novembro  | 2 a 15 de novembro | 2 a 15 de novembro |       |               | 19 a 26 de novembro | 19 a 26 de novembro | 19 a 26 de novembro | 19 a 26 de novembro |  |        | 3 a 10 de dezembro | 3 a 10 de dezembro | 3 a 10 de dezembro | 3 a 10 de dezembro |  |  |
|  |                    |                     |                    |                    |       |               |                     |                     |                     |                     |  |        |                    |                    |                    |                    |  |  |
|  | Grêmio             | 14                  | 11                 | 25                 |       |               |                     |                     |                     |                     |  |        |                    |                    |                    |                    |  |  |
|  | Sapucaiense        | 0                   | 0                  | 0                  |       |               |                     |                     |                     |                     |  |        |                    |                    |                    |                    |  |  |
|  | Sapucaiense        | 0                   | 0                  | 0                  |       | Grêmio        | 6                   | 8                   | 14                  |                     |  |        |                    |                    |                    |                    |  |  |
|  |                    |                     |                    |                    |       | Grêmio        | 6                   | 8                   | 14                  |                     |  |        |                    |                    |                    |                    |  |  |
|  |                    | Guarani             | 0                  | 0                  | 0     |               |                     |                     |                     |                     |  |        |                    |                    |                    |                    |  |  |
|  | Mundo Novo         | Guarani             | 0                  | 0                  | 0     | 0             | 1                   | 1                   |                     |                     |  |        |                    |                    |                    |                    |  |  |
|  | Mundo Novo         |                     |                    |                    |       | 0             | 1                   | 1                   |                     |                     |  |        |                    |                    |                    |                    |  |  |
|  | Guarani            | 2                   | 2                  | 4                  |       |               |                     |                     |                     |                     |  |        |                    |                    |                    |                    |  |  |
|  | Guarani            | 2                   | 2                  | 4                  |       |               |                     |                     |                     |                     |  | Grêmio | 2                  | 1                  | 3 (1)              |                    |  |  |
|  |                    |                     |                    |                    |       |               |                     |                     |                     |                     |  | Grêmio | 2                  | 1                  | 3 (1)              |                    |  |  |
|  |                    | Internacional (pen) | 0                  | 3                  | 3 (2) |               |                     |                     |                     |                     |  |        |                    |                    |                    |                    |  |  |
|  | Internacional      | Internacional (pen) | 0                  | 3                  | 3 (2) | 2             | 1                   | 3                   |                     |                     |  |        |                    |                    |                    |                    |  |  |
|  | Internacional      |                     |                    |                    |       | 2             | 1                   | 3                   |                     |                     |  |        |                    |                    |                    |                    |  |  |
|  | Oriente            | 0                   | 0                  | 0                  |       |               |                     |                     |                     |                     |  |        |                    |                    |                    |                    |  |  |
|  | Oriente            | 0                   | 0                  | 0                  |       | Internacional | 2                   | 8                   | 10                  |                     |  |        |                    |                    |                    |                    |  |  |
|  |                    |                     |                    |                    |       | Internacional | 2                   | 8                   | 10                  |                     |  |        |                    |                    |                    |                    |  |  |
|  |                    | Black Show          | 0                  | 0                  | 0     |               |                     |                     |                     |                     |  |        |                    |                    |                    |                    |  |  |
|  | Black Show         | Black Show          | 0                  | 0                  | 0     | 2             | 3                   | 5                   |                     |                     |  |        |                    |                    |                    |                    |  |  |
|  | Black Show         |                     |                    |                    |       | 2             | 3                   | 5                   |                     |                     |  |        |                    |                    |                    |                    |  |  |
|  | João Emílio        | 0                   | 0                  | 0                  |       |               |                     |                     |                     |                     |  |        |                    |                    |                    |                    |  |  |

### Jogos de Ida
| Domingo, 5 de novembro | Sapucaiense | 0 – 14 | Grêmio | Estádio Arthur Mesquita Dias, Sapucaia do Sul |
| 16:00                  |             |        | 13' Shaiane · 25', 48' Dani Magallon · 34' Stefani Cabral · 36', 71' Luana Spindler · 41', 51', 77' Karina Balestra · 61' Elisandra · 66' Gabriele Silva · 70' Thiellen · 87' Roberta · 90' Fabíola | Árbitro: RS Marlova Boeck                     |

| Domingo, 5 de novembro | Guarani              | 2 – 0 | Mundo Novo | Estádio Elisio Trevisol, Lajeado |
| 16:00                  | Ana Paula 10', 45+1' |       |            | Árbitro: RS Mariana Caciano      |

| Quinta-feira, 2 de novembro | Oriente | 0 – 2 | Internacional                            | Campo dos Eucaliptos, Canoas |
| 16:00                       |         |       | 45+1' Letícia Sanchez · 73' Paloma Mello | Árbitro: RS Jonathan Vivian  |

| Domingo, 5 de novembro | João Emílio | 0 – 2 | Black Show               | Estádio 20 de Setembro, Candiota      |
| 16:00                  |             |       | 51' Vera · 88' Franciele | Árbitro: RS Luis Fernando da Silveira |

### Jogos de Volta
| Domingo, 12 de novembro | Grêmio | 11 – 0 | Sapucaiense | CT Hélio Dourado, Eldorado do Sul |
| 16:00                   | Dani Magallon 7' · Karina Balestra 15', 25', 27', 32' · Stefani Cabral 21' · Shaiane 29', · Luana Spindler · Carlinha · Roberta |        |             | Árbitro: RS Pamela Joras          |

| Domingo, 12 de novembro | Mundo Novo | 1 – 2 | Guarani                    | Estádio Armindo Alzemiro Volkart, Três Coroas |
| 16:00                   | Duda 46'   |       | 42' Achley · 44' Ana Alice | Árbitro: RS Paulo Margal Miranda              |

| Domingo, 12 de novembro | Internacional | 1 – 0 | Oriente | Estádio Universitário da PUCRS, Porto Alegre |
| 16:00                   | Mylena 34'    |       |         | Árbitro: RS Cristiano Oliveira               |

| Quarta-feira, 15 de novembro | Black Show                 | 3 – 0 | João Emílio | Campo do Coelhão, Guaíba               |
| 16:00                        | Carine · Franciele · Bruna |       |             | Árbitro: RS Jonathan Giovanella Vivian |

### Jogos de Ida
| Domingo, 19 de novembro | Guarani | 0 – 6 | Grêmio                                                                | Estádio Elisio Trevisol, Lajeado |
| 17:00                   |         |       | 3', 69' Karina Balestra · 16', 18', 32', Shaiane · 52' Luana Spindler | Árbitro: RS Pâmela Joras         |

| Domingo, 19 de novembro | Black Show | 0 – 2 | Internacional            | Estádio Breno Guimarães, Guaíba |
| 18:00                   |            |       | 3' Paloma · 90+5' Byanca | Árbitro: RS Marlova Boeck       |

### Jogos de Volta
| Domingo, 26 de novembro | Grêmio                                                                                               | 8 – 0 | Guarani | CT Hélio Dourado, Eldorado do Sul |
| 17:00                   | Tefa 5' · Karina Balestra 25', 59' · Jissele 28' · Luana 44' · Karla 77' · Mitsa 89' · Rafaela 90+2' |       |         | Árbitro: RS Marina Caetano        |

| Domingo, 26 de novembro | Internacional | 8 – 0 | Black Show | Estádio Beira Rio, Porto Alegre |
| 17:00                   | Paloma Merlo 30', 33' · Mylena 26' · Bianca Brasil 43' · Letícia Sanches 84' · Thais Marques 86' · Georgia 90+1' · Gabriela Luizelli 90+3' |       |            | Árbitro: RS Pâmela Joras        |

### Final
| Domingo, 3 de dezembro | Grêmio                         | 2 – 0 | Internacional | CT Hélio Dourado, Eldorado do Sul |
| 17:00                  | Karina Balestra 34' · Tefa 56' |       |               | Árbitro: RS Marlova Boeck         |

| Domingo, 10 de dezembro | Internacional                                                      | 3 – 1 | Grêmio              | Estádio Beira Rio, Porto Alegre |
| 17:00                   | Gabriela Luizelli 14' · Mylena Pedrosa 45+1' · Leticia Sanchez 87' |       | 10' Karina Balestra | Árbitro: RS Mariana Caetano     |

|                                                  |       | Penalidades                                                 |  |
| Rosana Thais Marques Mylena Pedrosa Renata Costa | 2 – 1 | Karina Balestra Luana Rafaela Stefanie Cabral Carla Antônia |  |

## Premiação
| Campeonato Gaúcho de Futebol Feminino de 2017 |
| --------------------------------------------- |
| Internacional Campeã (6.º título)             |

## Artilharia
34 Gols
- Karina Balestra (Grêmio)

19 Gols
- Shaiane Pedrozo (Grêmio)

12 Gols
- Paloma Merlo (Internacional)

## Outras Categorias
| Campeonato                                             | Campeã (Cidade)              | Vice-campeã (Cidade)         | Ref   |
| ------------------------------------------------------ | ---------------------------- | ---------------------------- | ----- |
| Campeonato Gaúcho de Futebol Feminino de 2017 (Sub-17) | Internacional (Porto Alegre) | Pelotas/Phoenix (Pelotas)    | [ 7 ] |
| Campeonato Gaúcho de Futebol Feminino de 2017 (Sub-15) | Mundo Novo (Três Coroas)     | Internacional (Porto Alegre) | [ 8 ] |

## Ligações Externas
- Página oficial da Associação Gaúcha de Futebol Feminino
- Página oficial da Federação Gaúcha de Futebol